# Televisión Nacional de Chile

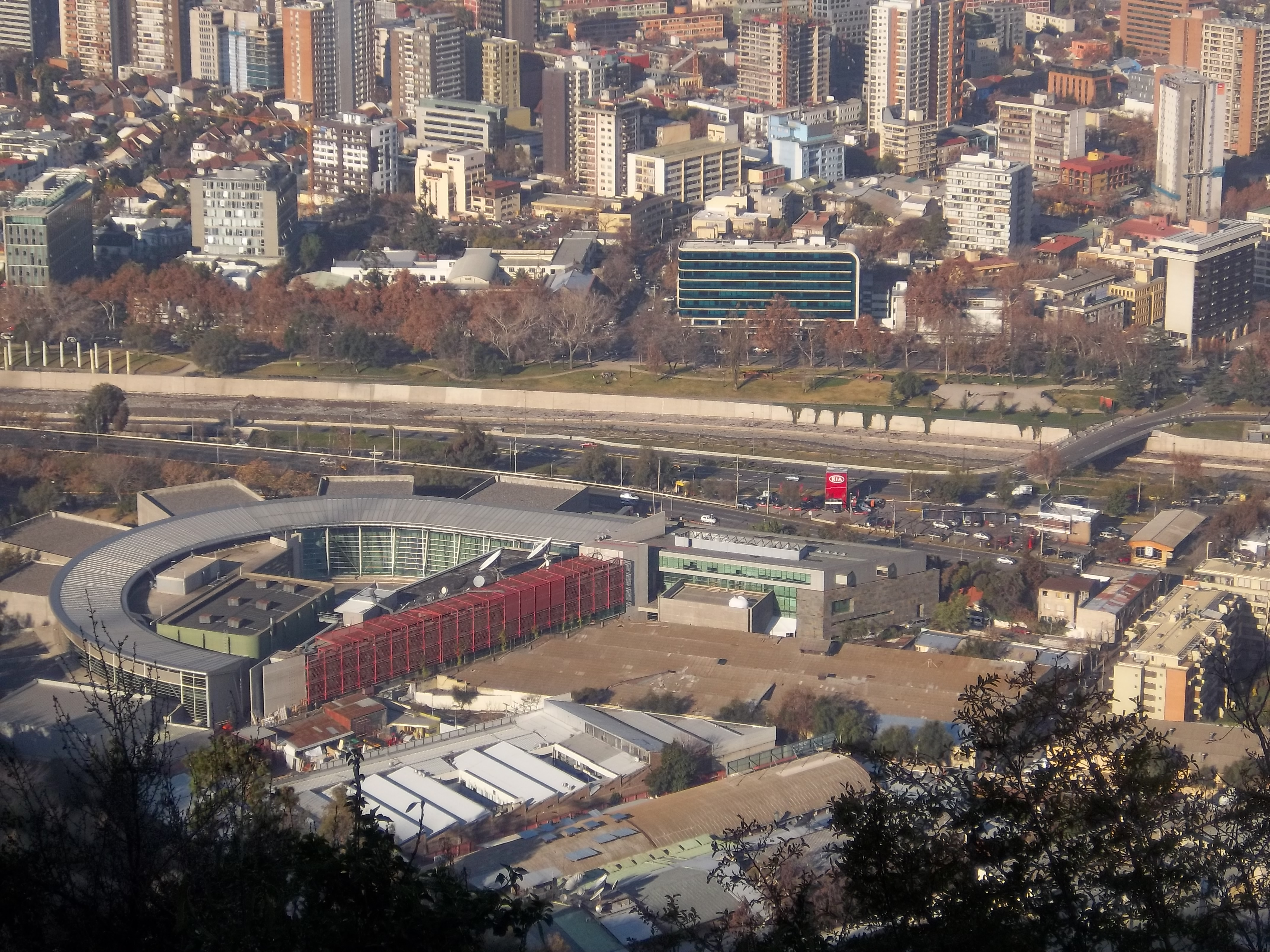
Hoofdkantoor van Televisión Nacional de Chile gezien vanaf Cerro San Cristobal in Santiago de Chile

Televisión Nacional de Chile (TVN) is een Chileens televisienetwerk opgericht in 1969.

## Kanalen
- TVN
- TVN HD
- Canal 24 Horas
- TV Chile (internationaal)

## Logo's

1969-1978
1978-1984
1984-1986
1986-1990
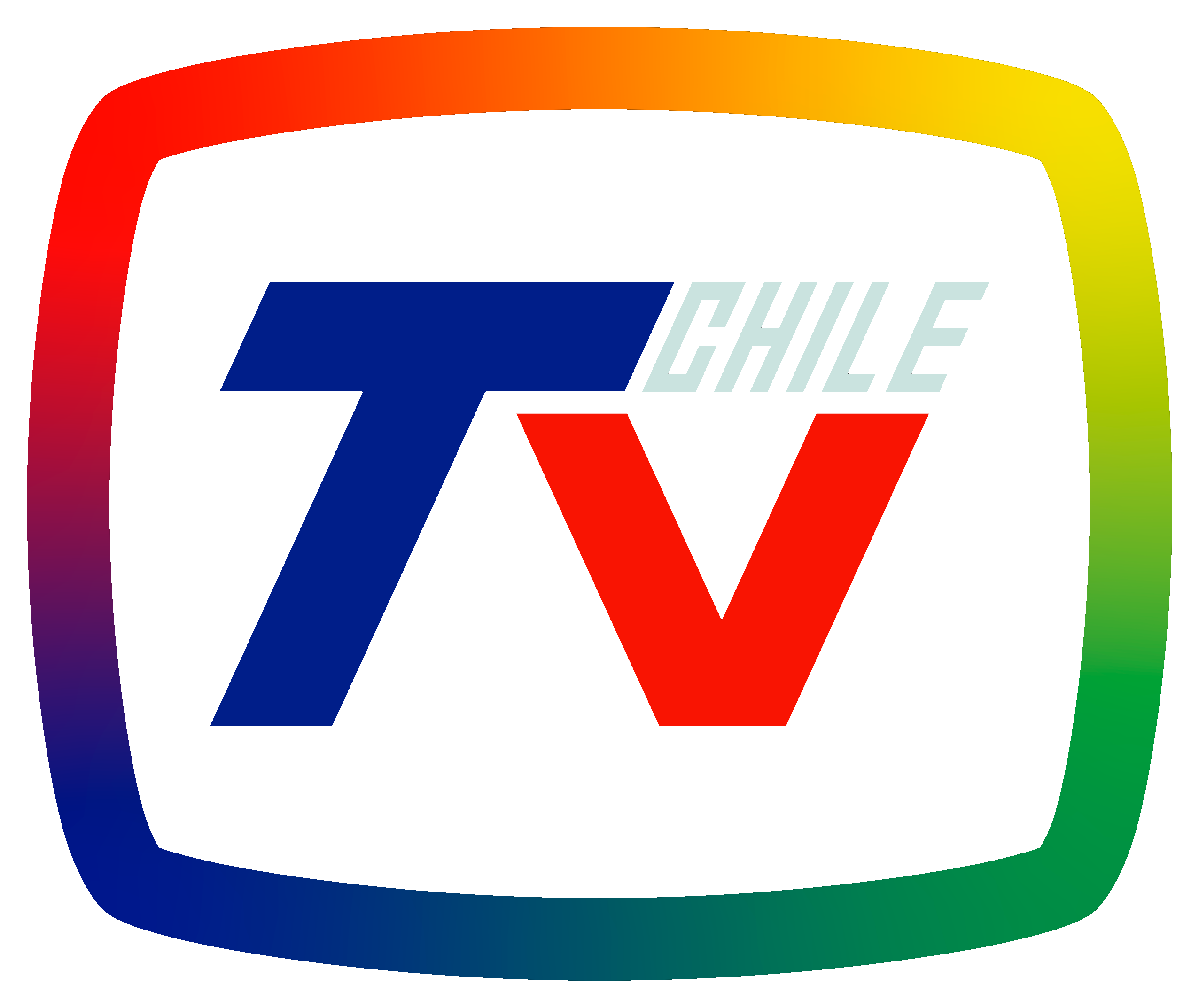
1990
1990-1993
1993-1996
1996-2004
2004-2016
2016-2020
2020–heden